# Pál Somssich

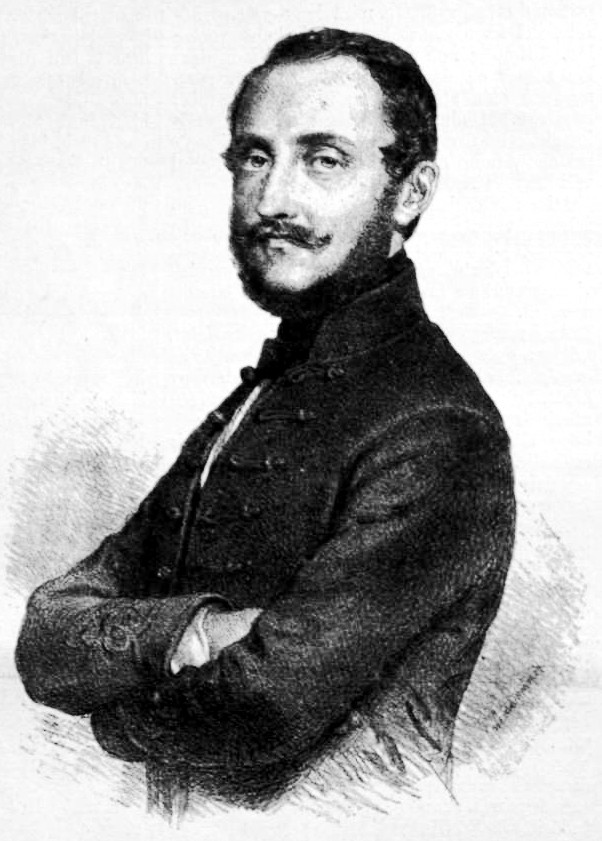
Pál Somssich

Graaf Pál Somssich de Saárd (Somogysárd, 13 januari 1811 – Boedapest, 5 maart 1888) was een Hongaars conservatief edelman en politicus, die van 1869 tot 1872 de functie van voorzitter van het Huis van Afgevaardigden uitoefende.